# Niepełnosprawność sprzężona

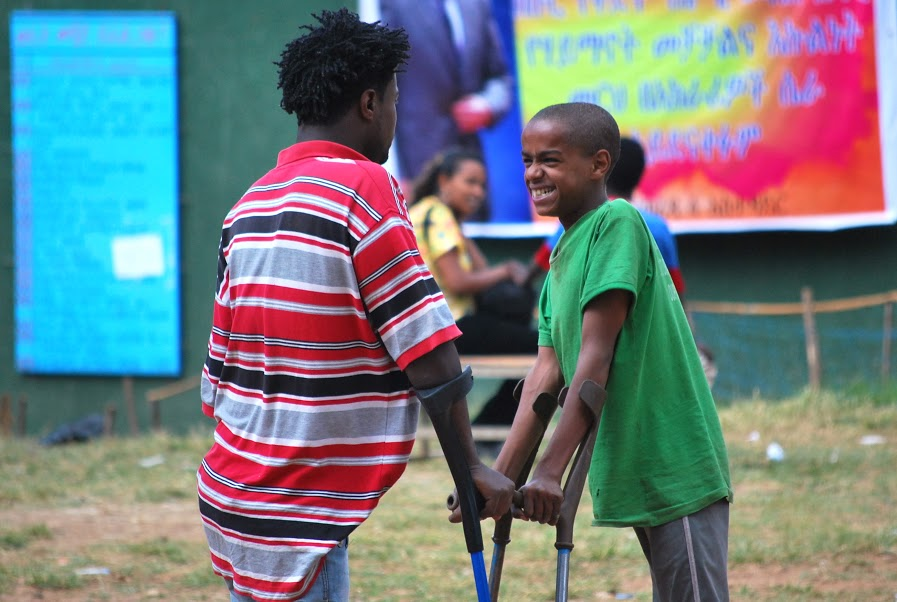
Edukacja dzieci ze złożoną niepełnosprawnością w Etiopii

Niepełnosprawność sprzężona (także: złożona, wieloraka, wielozakresowa, współobecna, współistniejąca) – co najmniej dwa rodzaje niepełnosprawności występujące u jednej osoby łącznie.
Według literatury przedmiotu, co podkreśla Barbara Marcinkowska, istnieje zróżnicowanie pomiędzy niepełnosprawnością sprzężoną i złożoną. Niepełnosprawność sprzężona to co najmniej dwa współwystępujące rodzaje niepełnosprawności wywołane jednym czynnikiem (np. głuchota i niepełnosprawność intelektualna wywołane zapaleniem opon mózgowych). Niepełnosprawność złożona natomiast to współistniejące rodzaje niepełnosprawności wywołane różnymi czynnikami, które zadziałały jednocześnie, bądź w różnych okresach życia człowieka – np. niepełnosprawne dziecko, które w wyniku wypadku samochodowego utraciło ręce.
Niepełnosprawność sprzężona nie jest prostą sumą dwóch lub więcej czynników składowych (niepełnosprawności), ale stanowi swoistą, odrębną, zindywidualizowaną i złożoną jednostkę chorobową. W Słowniku Pedagogiki Specjalnej niepełnosprawność sprzężona definiowana jest jako współistniejące, złożone, wielorakie zaburzenie stanowiące odrębną formę upośledzenia. Andrzej Twardowski stwierdził, że z upośledzeniem sprzężonym mamy do czynienia wówczas, gdy u danej osoby występują dwie lub więcej niesprawności spowodowane przez jeden lub więcej czynników endo- lub/i egzogennych, działających jednocześnie lub kolejno w różnych okresach życia (w tym również w okresie prenatalnym). Marzena Zaorska określa niepełnosprawność sprzężoną jako stan, z wyłączeniem stanu niepełnosprawności intelektualnej, charakteryzujący się obecnością minimum dwóch poważnych wad w budowie organizmu ludzkiego, w obecnych konsekwencjach jakościowo odmienny od hipotetycznie możliwych konsekwencji uszkodzeń tworzących daną niepełnosprawność. Barbara Winczura natomiast używa terminu zaburzeń łączonych do określenia populacji dzieci chorych, a także zaburzonych, które są dotknięte więcej niż jednym problemem natury psychicznej czy somatycznej.
Kazimierz Kirejczyk do kategorii dzieci z upośledzeniami dodatkowymi, czyli sprzężonymi włączał m.in. dzieci upośledzone umysłowo będące jednocześnie niedostosowane społecznie, upośledzone umysłowo, głuche, czy niedosłyszące, upośledzone umysłowo niewidome i niedowidzące, upośledzone umysłowo kalekie, zwłaszcza z kalectwem narządu ruchu, upośledzone umysłowo przewlekle chore, upośledzone umysłowo z wycinkowymi, parcjalnymi upośledzeniami, np. wadami mowy, jak również z poważnymi zaburzeniami życia emocjonalnego.
Amerykańska badaczka Deborah Deutsch Smith  stosuje termin niepełnosprawności wielorakie (ang. multiple disabilities) lub głęboka wieloraka niepełnosprawność (multiple-severe disabilities), kiedy istnieją poważne konsekwencje istniejących uszkodzeń organizmu. Ustawodawca amerykański określił niepełnosprawności współistniejące, jako takie, których kombinacja wywołuje poważne potrzeby edukacyjne, które nie mogą być zaspokojone w ramach programu kształcenia specjalnego, przewidywanego dla jednej niepełnosprawności. Określenie to nie obejmuje głuchoślepoty. Badacze z Holandii i Belgii definiują termin jako obecność uszkodzenia zmysłów wraz z dysfunkcjami intelektu i/lub narządu ruchu.